# Nyalikungu
Nyalikungu è una circoscrizione mista (mixed ward) della Tanzania situata nel distretto di Maswa, regione del Simiyu. Conta una popolazione di 14 354 abitanti (censimento 2012).